# Cerro Paredón
El cerro Paredón es una montaña en Chile que se encuentra ubicada en el parque nacional Bernardo O'Higgins en la comuna de Natales, provincia de Última Esperanza en la región de Magallanes y Antártica Chilena.
Se encuentra en el campo de hielo patagónico sur al sur del cerro Bastión y de la laguna Escondida, además de estar a escasos kilómetros de la frontera con Argentina y del fiordo Andrew del océano Pacífico.